# Glykemische index
De glykemische index of GI is een maat voor het effect van 50g koolhydraten op de bloedglucosespiegel, vergeleken met een reactie op 50g pure glucose (druivensuiker).
Koolhydraten die snel worden afgebroken tijdens de spijsvertering en hun glucose snel afgeven in de bloedbaan hebben een hoge glykemische index, terwijl koolhydraten die langzaam afbreken en hun glucose geleidelijk aan het bloed afgeven een lage glykemische index hebben. Er wordt gesproken van een hoge glykemische index boven de 70 en van een lage onder de 55.
Er zijn aanwijzingen dat voeding met een lage glykemische index mogelijk gezondheidsvoordelen op kan leveren.
De glykemische index werd in 1980 geïntroduceerd door David J. Jenkins en zijn collega's toen zij onderzoek deden naar welke voedselsoorten het meest geschikt waren voor mensen met diabetes mellitus.

## Gezondheidseffecten
De glykemische index zou volgens onderzoekers van belang kunnen zijn bij het voorkomen en behandelen van diabetes. Het nuttigen van voedsel met een lage GI zorgt voor minder sterke schommelingen in de suikerspiegel van diabeten. Bij een hypo, waarbij de suikerspiegel te laag is, is het juist aan te raden om voedsel of drinken te nemen met een hoge GI.
In Nederland wordt de glykemische index relatief weinig gebruikt Een van de redenen hiervoor is dat het effect van een maaltijd op de glucosespiegel aan de hand van de GI nauwelijks te voorspellen is. Die hangt af van de verschillende bestanddelen van de maaltijd en hun respectieve GI, maar ook van de bereidingswijze van de verschillende onderdelen en de spijsvertering van het betreffende individu.

## Voorbeelden
Koolhydraten met een hoge GI zitten onder andere in:
- witte rijst
- brood
- friet
- druivensuiker
- suikerhoudende frisdranken
- cornflakes

Koolhydraten met een lage GI zitten onder andere in:
- peulvruchten
- bruine rijst
- groenten en donkere fruitsoorten
- melk
- appels

## Glykemische lading
De glykemische lading (GL) meet in tegenstelling tot de glykemische index, het effect van de koolhydraten uit één portie van het voedingsmiddel op het bloedsuikergehalte. Om die reden zegt deze maat meer dan de glykemische index. Het aantal koolhydraten kan namelijk sterk verschillen per portie. Brood heeft bijvoorbeeld een hoge glykemische index (gemiddeld 75), maar als je kijkt naar de koolhydraten per portie is de glykemische lading juist laag. Eenzelfde hoeveelheid tafelsuiker als brood kan een vergelijkbare glykemische index hebben, terwijl de glykemische lading van tafelsuiker bijna tweemaal zo hoog is als van (wit)brood.
Uit onderzoek zijn geen overtuigende, bewezen verbanden gevonden tussen de GI en GL en de gezondheid op lange termijn maar dit is er niet voor één voedingswijze. Er wordt wel veel onderzoek naar gedaan, met name op het gebied van diabetes. Op korte termijn worden daar successen geboekt bij mensen met type 2. Deze hebben vaak al snel geen insuline meer nodig. Mensen met type 1 houden hun bloedsuikers veel stabieler. Het heeft er alle schijn van dat dit ook op de lange termijn een gunstig effect heeft.
Een voeding met een lage glykemische lading komt neer op veel vis, vlees, groente, eieren, zuivel, noten, zaden en peulvruchten. Dat is ook een voeding rijk aan gezonde voedingsstoffen.